# 布哈兰塞
布哈兰塞（西班牙語：Bujalance），是西班牙安达卢西亚自治区科尔多瓦省的一个市镇。总面积125平方公里，总人口8000人（2001年），人口密度64人/平方公里。

## 人口
| 布哈兰塞               |
|                        |
| 来源：西班牙国家统计局 |